# جیمز گرین (هنرپیشه)
جیمز گرین (انگلیسی: James Greene؛ زادهٔ ۱۹ مهٔ ۱۹۳۱ - درگذشت ۵ ژانویهٔ ۲۰۲۱) بازیگر اهل بریتانیا است.

از فیلم‌ها یا برنامه‌های تلویزیونی که وی در آن نقش داشته‌است، می‌توان به آلبرت نابز، از جهنم، جوخه برادران، شهر هالبی، دکتر هو، دانتون ابی، امپراتوری خورشید، ویلیام و مِـری و دراکولا اشاره کرد.